# Виборна
Виборна (словац. Výborná) — село и одноимённая община в районе Кежмарок Прешовского края Словакии. В письменных источниках начинает упоминаться с 1289 года.

## География
Село расположено в западной части края, на южных склонах горного массива Спишска-Магура, к северу от реки Бьелы, при автодороге 3077. Абсолютная высота — 700 метров над уровнем моря. Площадь муниципалитета составляет 10,54 км².

## Население
| Год:                | 1994 | 2004     | 2014     | 2024     |
| ------------------- | ---- | -------- | -------- | -------- |
| Количество человек: | 668  | 908      | 1156     | 1443     |
| Разница:            |      | +35,92 % | +27,31 % | +24,82 % |

По данным последней официальной переписи 2011 года, численность населения Виборны составляла 1074 человека.
Национальный состав населения (по данным переписи населения 2011 года):
| Национальность | Численность, человек |
| -------------- | -------------------- |
| словаки        | 1044                 |
| цыгане         | 21                   |
| поляки         | 1                    |
| не указана     | 4                    |